# Vítor Bonaparte
Vítor Napoleão, 4.º príncipe titular de Montfort (em francês: Napoléon Victor Jérôme Frédéric Bonaparte, 18 de julho de 1862 - 3 de maio de 1926) foi o pretendente Bonaparte ao trono francês entre 1879 e a sua morte em 1926. Era conhecido por Napoleão V entre os seus apoiantes.

## Primeiros anos
Vítor nasceu no Palais Royal de Paris durante o Segundo Império Francês, filho do príncipe Napoleão José Carlos Paulo Bonaparte e da sua esposa, a princesa Maria Clotilde de Saboia, filha do rei Vítor Emanuel II da Itália. Tinha um irmão e uma irmã mais novos, o príncipe Luís Bonaparte e a princesa Maria Letícia Bonaparte, depois duquesa de Aosta. Quando nasceu estava no terceiro lugar de sucessão ao trono, atrás do príncipe imperial e do seu pai. O império terminou no final de 1870 com a abdicação do imperador Napoleão III.

## Herdeiro Bonaparte
Foi nomeado chefe da Casa de Bonaparte aos dezoito anos de idade no testamento de Napoleão Eugénio, príncipe imperial, que morreu em 1879, e então tornou-se Napoleão V para os seus apoiantes, embora muitos defensores dos Bonaparte preferissem o seu irmão mais novo, Luís, um coronel na Guarda Imperial Russa. A decisão do príncipe imperial de ignorar o pai de Vítor fez com que pai e filho virassem as costas durante o resto da vida. Em Maio de 1886, a República Francesa expulsou os príncipes das antigas dinastias reinantes e, por isso, Vítor partiu para o exílio na Bélgica.

## Caso Dreyfus
Quando o presidente Félix Faure morreu durante o Caso Dreyfus, várias facções políticas tentaram tirar proveito da desordem que se instalou e o príncipe Vítor anunciou a uma delegação do comité imperialista que iria pôr em marcha uma tentativa de restaurar o Império Francês quando achasse a altura era favorável. Para conseguir este feito, Vítor anunciou que se iria colocar à frente do movimento com o seu irmão, o príncipe Luís. Sobre o irmão disse que este traria "às forças Bonapartistas o seu prestigio e o seu talento militar, bem como a sua posição no exército da Rússia". O duque de Orleães, o pretendente rival ao trono, também tinha forças disponíveis e estas estavam prontas para atravessar a fronteira francesa ao mesmo tempo que as forças Bonapartistas. No final, nunca chegou a haver uma revolução e a Terceira República Francesa sobreviveu a uma das suas crises mais graves.

## Morte
O príncipe Vítor morreu a 3 de Maio de 1926 em Bruxelas. O escritor francês Charles Maurras comentou que, durante o seu período como pretendente ao trono francês, Vítor não propôs qualquer ideia nova a partir de 1884 nem apresentava uma alternativa radical ao governo republicano. Foi sucedido na sua pretensão ao Bonapartista pelo seu único filho varão, o príncipe Luís.

## Genealogia
| Vítor Bonaparte | Pai: Napoleão José Carlos Paulo Bonaparte | Avô paterno: Jerónimo Bonaparte         | Bisavô paterno: Carlo Maria Bonaparte             |
| Vítor Bonaparte | Pai: Napoleão José Carlos Paulo Bonaparte | Avô paterno: Jerónimo Bonaparte         | Bisavó paterna: Maria Letícia Ramolino            |
| Vítor Bonaparte | Pai: Napoleão José Carlos Paulo Bonaparte | Avó paterna: Catarina de Württemberg    | Bisavô paterno: Frederico I de Württemberg        |
| Vítor Bonaparte | Pai: Napoleão José Carlos Paulo Bonaparte | Avó paterna: Catarina de Württemberg    | Bisavó paterna: Augusta de Brunswick-Wolfenbüttel |
| Vítor Bonaparte | Mãe: Maria Clotilde de Saboia             | Avô materno: Vítor Emanuel II da Itália | Bisavô materno: Carlos Alberto da Sardenha        |
| Vítor Bonaparte | Mãe: Maria Clotilde de Saboia             | Avô materno: Vítor Emanuel II da Itália | Bisavó materna: Maria Teresa da Áustria           |
| Vítor Bonaparte | Mãe: Maria Clotilde de Saboia             | Avó materna: Adelaide da Áustria        | Bisavô materno: Ricardo José da Áustria           |
| Vítor Bonaparte | Mãe: Maria Clotilde de Saboia             | Avó materna: Adelaide da Áustria        | Bisavó materna: Isabel de Saboia                  |